# Seznam hor a kopců v Arménii
Toto je seznam významných hor a kopců v Arménii řazený podle jejich nadmořské výšky.

## Seznam hor a kopců
| m    | Název vrcholu    | Fotografie | Pohoří            | Souřadnice                       | Poznámka                           |
| ---- | ---------------- | ---------- | ----------------- | -------------------------------- | ---------------------------------- |
| 4090 | Aragac           |            | Arménská vysočina | 40°31′23″ s. š., 44°11′36″ v. d. | Nejvyšší hora Arménie              |
| 3905 | Kapydžik         |            | Zangezurský hřbet | 39°09′32″ s. š., 46°00′13″ v. d. |                                    |
| 3626 | Ukhtasar         |            |                   | 39°40′37″ s. š., 46°02′53″ v. d. |                                    |
| 3597 | Aždahak          |            | Geghamský hřbet   | 40°13′29″ s. š., 44°57′00″ v. d. | Nejvyšší vrchol Geghamského hřbetu |
| 3555 | Spitaksar        |            | Geghamské hory    | 40°10′38″ s. š., 45°01′12″ v. d. |                                    |
| 3550 | Mets Ishkhanasar |            |                   | 39°35′04″ s. š., 46°10′32″ v. d. |                                    |
| 3399 | Aramazd          |            | Arménská vysočina | 39°18′38″ s. š., 46°10′50″ v. d. |                                    |
| 3225 | Sevkatar         |            | Geghamské hory    | 40°20′35″ s. š., 44°54′40″ v. d. |                                    |
| 3206 | Khustup          |            | Vardenis          | 39°08′12″ s. š., 46°19′54″ v. d. |                                    |
| 3196 | Achkasar         |            | Javakheti         | 41°09′23″ s. š., 43°57′32″ v. d. |                                    |
| 3101 | Tež/Tezhler      |            | Pambak            | 40°41′11″ s. š., 44°37′04″ v. d. | Nejvyšší vrchol pohoří Pambak      |
| 2993 | Murghuz/Miapor   |            |                   | 40°43′04″ s. š., 45°15′27″ v. d. |                                    |
| 2929 | Artavaz          |            | Pambak            | 40°39′26″ s. š., 44°35′48″ v. d. |                                    |
| 2829 | Armaghan         |            | Geghamské hory    | 40°04′06″ s. š., 45°12′41″ v. d. |                                    |
| 2800 | Porak/Axarbaxar  |            | Vardenis          | 40°01′44″ s. š., 45°44′26″ v. d. |                                    |
| 2614 | Ara/Araler       |            |                   | 40°24′10″ s. š., 44°28′05″ v. d. |                                    |
| 2528 | Hatis            |            |                   | 40°18′34″ s. š., 44°43′31″ v. d. |                                    |
| 2399 | Menaksar         |            | Geghamské hory    | 40°26′07″ s. š., 44°47′41″ v. d. |                                    |
| 2299 | Gutanasar        |            | Geghamské hory    | 40°22′04″ s. š., 44°41′02″ v. d. |                                    |
| 2061 | Kotuts/Ktutssar  |            |                   | 39°58′32″ s. š., 44°50′33″ v. d. |                                    |
| 2047 | Arteni           |            |                   | 40°22′33″ s. š., 43°47′08″ v. d. |                                    |
| 1823 | Yeranos          |            |                   | 40°04′42″ s. š., 44°40′04″ v. d. |                                    |
| 1798 | Arjasar          |            |                   | 40°58′56″ s. š., 44°24′13″ v. d. |                                    |
| 1146 | Paravaqar        |            |                   | 40°59′19″ s. š., 45°20′19″ v. d. |                                    |